# シャルル・ルイ・ブルターニュ・ド・ラ・トレモイユ

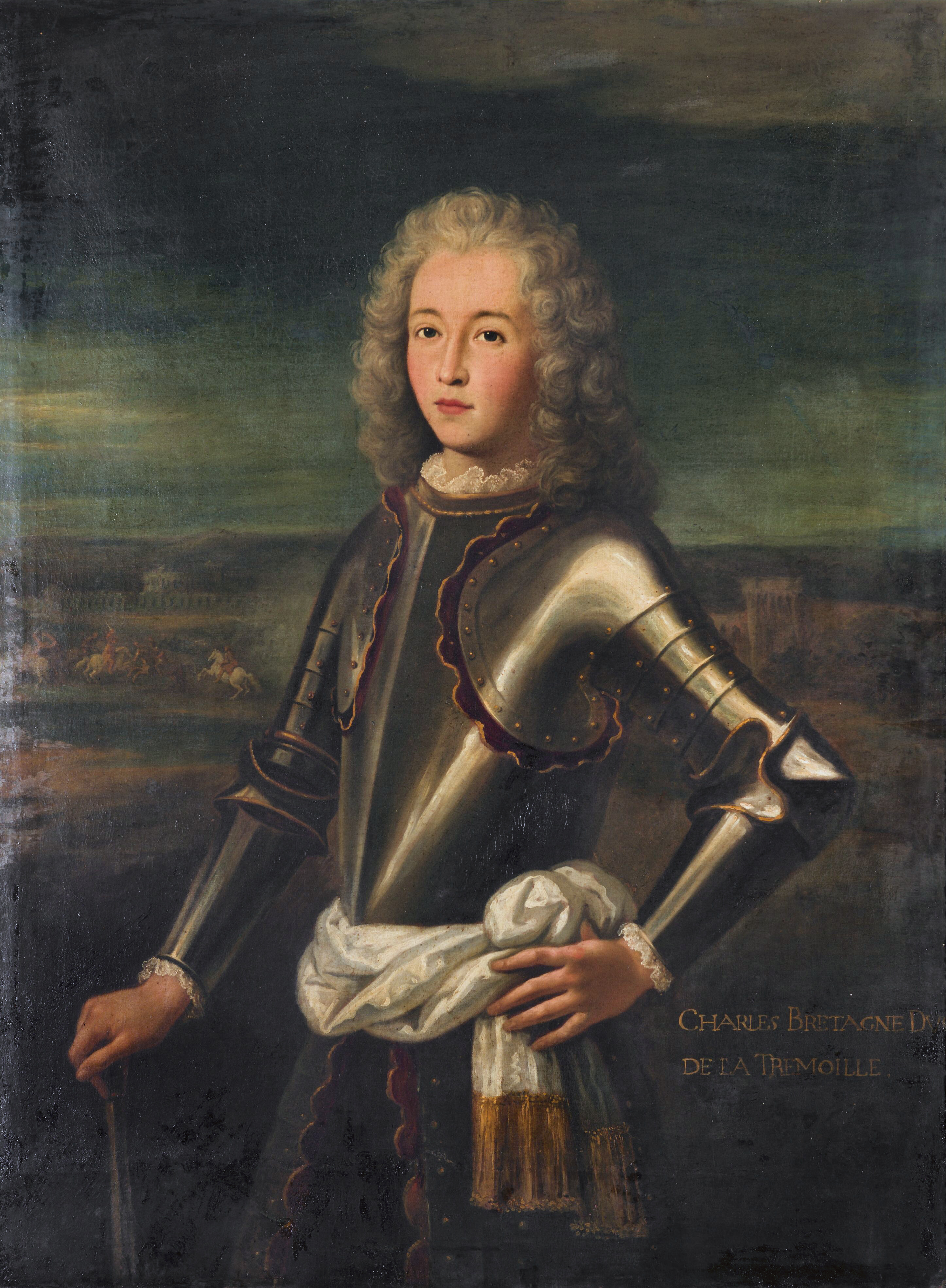
トゥアール公シャルル・ルイ・ブルターニュ、18世紀の最初の四半世紀に制作された肖像画

シャルル（4世）・ルイ・ブルターニュ・ド・ラ・トレモイユ（Charles (IV) Louis Bretagne de la Trémoïlle, 1683年3月15日 パリ - 1719年10月9日 パリ）は、ブルボン朝時代フランスの貴族。同輩公。爵位はトゥアール公爵、ラ・トレモイユ公爵、ターラント公、ラヴァル伯及びモンフォール伯。廷
トゥアール公シャルル・ベルジーク・オランド・ド・ラ・トレモイユと、クレキ公爵シャルル3世・ド・クレキの跡取り娘マドレーヌ・ド・クレキ（1655年 - 1707年）の間の長男。軍人としての栄達を望み、1709年騎兵隊旅団長、1719年陸軍少将となる。1709年6月、父の後を継いで内廷侍従長、及びトゥアール総督となる。
1706年4月13日、著名な女性作家ラファイエット夫人の息子ルネ・アルマン・モティエ・ド・ラ・ファイエット侯爵（1659年 - 1694年）の一人娘ラ・ファイエット女侯爵マリー＝マドレーヌ（1691/1692年 - 1717年）と結婚、間に一子シャルル・アルマン・ルネ（1708年 - 1741年）をもうける。
マリー＝マドレーヌはラ・ファイエット家の相続人ではなく、シャルル・ルイ・ブルターニュの母のように実家の資産をラ・トレモイユ家にはもたらさなかった。1692年6月11日付の彼女の父の遺言状により、ラ・ファイエット家の資産と爵位は同家の男系分流に属するヴィサック男爵シャルル・モティエ・ド・シャンペティエールとその男系子孫に相続されることになり、マリー＝マドレーヌは資産・爵位の用益権者に留まったからである。彼女は死期の迫った1717年7月3日付の自身の遺言状でも父の決定を踏襲し、侯爵位と家産の相続者としてヴィサック男爵の嫡孫で6歳の幼児ジャック＝ロッシュ・モティエ（1711年 - 1734年）を指名した。その甥で侯爵位を継いだのが有名なジルベール・デュ・モティエ（ラファイエット）である。